# Elasmodactylus
Elasmodactylus — рід геконоподібних ящірок родини геконових (Gekkonidae). Представники цього роду мешкають в Африці на південь від Сахари.

## Види
Рід Elasmodactylus нараховує 2 види:
- Elasmodactylus tetensis (Loveridge, 1953)
- Elasmodactylus tuberculosus Boulenger, 1895

## Етимологія
Наукова назва роду Elasmodactylus походить від сполучення слів дав.-гр. ελασμος — пластина і δακτυλος — палець.